# 维贾普尔
维贾普尔（Vijapur），是印度古吉拉特邦Mahesana县的一个城镇。总人口24805（2001年）。

## 人口
该地2001年总人口24805人，其中男性12876人，女性11929人；0—6岁人口2972人，其中男1628人，女1344人；识字率67.51%，其中男性为74.57%，女性为59.89%。